# Cecilie Fiskerstrand
Cecilie Hauståker Fiskerstrand (Lørenskog, 20 marzo 1996) è una calciatrice norvegese, portiere della Fiorentina e della nazionale norvegese.

## Carriera

### Club
Cecilie Fiskerstrand inizia la carriera tesserandosi con il Langevåg, con il quale gioca nelle sue formazioni giovanili fino alla stagione 2013. Nel 2014 sottoscrive un accordo con il Fortuna Ålesund, inserita sia nella sua formazione Under-19 che nella squadra titolare iscritta alla 1. divisjon, secondo livello del campionato norvegese femminile di calcio. Quello stesso anno si trasferisce allo Stabæk dove però nella stagione d'esordio trova spazio solo nella formazione U19; per il suo debutto in Toppserien, livello di vertice nella struttura del campionato norvegese, deve attendere la stagione seguente, alternando la sua presenza nella squadra titolare alla formazione riserve.
Al termine della stagione, nel novembre 2015 Fiskerstrand decide di trasferirsi alle Campionesse di Norvegia del LSK Kvinner per vestire i colori della società di Lillestrøm dalla stagione di Toppserien 2016. Al suo primo anno condivide con le compagne il double campionato e Coppa di Norvegia.
Il 12 luglio 2024 Fiskestrand viene ufficialmente ingaggiata dalla Fiorentina, in Serie A.

### Nazionale
Fiskerstrand inizia ad essere convocata dalla Norges Fotballforbund (NFF), la federazione calcistica della Norvegia, dal 2011, inserita nelle nazionali femminile giovanili, inizialmente nella under 15, per passare in seguito raggiunti i limiti d'età alla under 16 (2011-2012). Inserita in rosa nella formazione under 17, debutta in un torneo ufficiale UEFA il 28 agosto 2012, nell'incontro vinto per 8-0 sulla Lettonia e valido per la prima fase di qualificazione all'edizione 2013 del campionato europeo di categoria.

## Palmarès

### Club
- Campionato norvegese: 4

LSK Kvinner: 2016, 2017, 2018, 2019
- Coppa di Norvegia: 3

LSK Kvinner: 2016, 2018, 2019

### Nazionale
- Algarve Cup: 1

2019